# Boris Kliouïev
Boris Kliouïev (en russe : Борис Владимирович Клюев), né le 13 juillet 1944 à Moscou dans l'Union soviétique et mort le 1er septembre 2020 à Moscou (Russie), est un acteur et russe.

## Filmographie partielle
- 1978 : D'Artagnan et les Trois Mousquetaires (Д’Артаньян и три мушкетёра) de Gueorgui Jungwald-Khilkevitch
- 1979 : Sherlock Holmes et le Docteur Watson (Шерлок Холмс и доктор Ватсон) de Igor Maslennikov
- 1980 : L'Escadron des hussards volants (Эскадрон гусар летучих) de Nikita Gueorguievitch Khoubov (ru) et Stanislav Rostotski
- 1984 : TASS est autorisé à déclarer… (ТАСС уполномочен заявить) de Vladimir Fokine
- 1996 : La Reine Margot (Королева Марго) de Alexandre Mouratov
- 1997 : La Dame de Monsoreau (Графиня де Монсоро) de Vladimir Popkov

## Récompenses et nominations

### Récompenses
- 2002 : Artiste du peuple de la fédération de Russie[1]